# Missionsvetenskap
Missionsvetenskap är en av tre underdiscipliner till studiet av kristendomens historia. De övriga två är kyrkohistoria och kyrkovetenskap. Missionsvetenskapen studerar främst kristendomen i förhållande till de omgivande, icke-kristna delarna av samhället.